# Agali-See
Der Agali-See (estnisch Agali järv) ist ein See im Süden Estlands. Andere Bezeichnungen des Sees sind Akkali järv, Akali järv und Mäksa järv.
Der Agali-See befindet sich ca. einen Kilometer westlich des Dorfs Mäksa im Kreis Tartu. Seine Fläche beträgt 13 Hektar.
Die tiefste Stelle des Sees befindet sich bei 19,5 m im nördlichen Teil des Sees. Die durchschnittliche Tiefe beträgt 5,81 m. Der See fließt schwach in den Fluss Emajõgi (deutsch Embach) ab.
Er befindet sich in einem Tal, das vom alten Flussbett des Emajõgi geschaffen wurde. Besonders im Norden befindet sich eine seit alters her als landwirtschaftliche Fläche genutzte Kulturlandschaft.
Der See ist heute wegen der zahlreichen Fischarten beliebtes Ausflugsziel für Angler und Naturfreunde.